# 4272 Entsuji
A 4272 Entsuji (ideiglenes jelöléssel 1977 EG5) a Naprendszer kisbolygóövében található aszteroida. Hiroki Kosai,  Kiichiro Hurukawa fedezte fel 1977. március 12-én.